# 卡纳维拉尔角空军基地16号发射台
16号发射复合体（LC-16）位于卡纳维拉尔角空军基地，为LGM-25泰坦导弹发射而建，其后交由NASA运作，军方为了测试MGM-13潘兴导弹又再次收回。 1959至1960年间，共有6枚泰坦一号导弹在此发射。 随后是7枚LGM-25C泰坦二号导弹的发射，此种型号导弹的首发是在1962年3月16日。  泰坦二号最后一次在LC-16发射是在1963年5月29日。
泰坦系列导弹的发射任务结束后，LC-16被移交给NASA用做双子座计划的航天员训练及阿波罗中飞船服务舱的静态试车。 发射场再次回到空军手中是1972年，军方将其改造后用于潘兴导弹发射，导弹于1974年5月7日首飞。 共计79枚潘兴IA和49枚潘兴II号在此发射。 潘兴导弹最后一次发射是在1988年3月21日。 次日发射场停用，随后在中程核子武器条约的约束下发射场被拆除。